# Замен, Иоганн Якоб
Иоганн Якоб Замен (нем. Johann Jakob Sahmen; 1700—1769) — юрист, педагог, этнограф и бургомистр (мэр) Дерпта (Юрьева, ныне Тарту).

## Биография
Иоганн Якоб Замен родился 18 января 1700 года в городе Кенигсберге и там же получил образование, изучая богословие в местном университете В 1818 году он отправился в Галле для изучения права, потом посетил Йену, Росток и Лейден и в 1726 году приехал в город Ригу.
В латвийской столице в течение семи лет Замен жил в качестве домашнего учителя в нескольких аристократических домах, а в 1733 году устроился адвокатом при Рижском суде; одновременно он состоял здесь и в должности фискала
.
18 февраля 1740 года он был избран Дерптским бургомистром и занимал эту должность до 1764 года. В эти годы Замен усердно занимался изучением исторических памятников древнего Дерпта, и собранные им по этому вопросу сведения вошли, в частности, в портфели Мюллера (IX, 453—468).
В архиве Юрьевской ратуши долго хранились три большие рукописи Замена, представляющие материалы для истории древнего Дерпта и подробное историческое описание этого города:
1. «Das alte Dorpat, so den Zustand und Beschaffenheit desselben unter bischöflichen und Königlichen polnischen Regierung aus richtigen Urkunden vorstellet»,
2. «Excerpta protocollorum Dorpatensium a. 1600 ad 1709»
3. «Excerpta protocollorum actorumque Dorpatensium ab urbe restituta ad praesens tempus cum indicibus».

Замен умер 16 мая 1769 года.